# Járomnaszentmiklós
Járomnaszentmiklós (horvátul: Jarmina, németül: Jahrmein) egykori német nemzetiségű falu és község Horvátországban, Vukovár-Szerém megyében.

## Fekvése
Vukovártól légvonalban 21, közúton 28 km-re nyugatra, Vinkovcétől 6 km-re északnyugatra, a Nyugat-Szerémségben, a Zágráb-Vinkovci vasútvonaltól északra fekszik.

## Története
Az itt talált régészeti leletek tanúsága szerint a község területe már az őskorban is lakott volt. A település melletti lipjei lelőhely kutatásának köszönhetően a kontinentális Horvátország területén itt volt lehetséges először egy, a középső bronzkorból származó lakóépület rekonstrukciója. A számos kerámia lelet mellett rendkívül értékes importtárgyak, például borostyánból készített gyöngyök is előkerültek. Ez a lelet az egyik legkorábbi borostyánlelet Horvátországban, és az egyetlen olyan, mely a középső bronzkor elejéről származik. A Pozsegai völgy középső részén található lelőhely folytonosságát jelzik az újkőkori és kőrézkori leletek.
A falu keleti részén Borincin egy elhagyott téglagyári anyagbánya területét alakították át futballpályává. Ennek munkálatai során 1958 februárjában a munkások mellékletekkel ellátott csontvázas sírokat találtak. A vizsgálat megállapításai szerint valószínűleg soros szláv temetőre bukkantak. Találtak öt kerámiaedényt hullámos és horizontális vonaldíszítéssel, egy vaskést, valamint két őskori hulladékgödröt, mely tele volt cseréptöredékkel és vakolatként használt habarcs törmelékével. Mára az ásatás területét benőtték a bokrok, ezért abból semmi sem látható. Római villagazdaság maradványai kerültek elő a falutól 2 km-re északnyugatra a „Kamenica” nevű lelőhelyen. A leletek között számos tégla és cserépmaradvány között késő ókori római pénzt és egy fibulát is találtak.
A középkori Járomnaszentmiklóst 1324-ben „Jarumpna” néven említik először abban az április 27-én kelt oklevélben, melyben I. Károly magyar király a hűtlenségbe esett Gut-Keled nemzetségbeli Lothardfi Dénes fiának Jarumpna nevű Valkó vármegyei birtokát Gergely fiának Miklósnak adományozza. Ekkor említik Szent Miklós tiszteletére szentelt kőtemplomát is. 1455-ben „Jaronnazenthmiklos” alakban találjuk Kórógyi János macsói bánnak Garai László nádorhoz írt jelentésében. 1484-ben és 1488-ban „Jaromna” alakban említik a korabeli oklevelek. Nevét általában a járom főnévből származtatják, mivel a Bosut és Vuka (Valkó) közti enyhe magaslat, ahol a régi falu feküdt, járom formájában emelkedik ki a környező sík tájból. A középkori Járomna ugyanis nem a mai helyén, hanem a „Staro Crkvište” nevű határrészén feküdt. Itt állt Szent Miklós püspöknek szentelt temploma is, melyet az 1332 és 1335 között kelt pápai tizedjegyzék is említ. A település 1536 körül került török kézre és 150 évi török uralom után 1687-ben szabadult fel. A török uralom idején templomát nem említik, így valószínűleg már a török megszállás kezdetén elpusztult. Helyét azonban a nép megjegyezte és ma is Staro Crkvištének, azaz Ó Templomhelynek nevezi.
A falu mai horvát névalakja a „Jarmina” 1702-ben tűnik fel először. Kezdetben boszniai szerbekkel telepítették be, ez azonban nem bizonyult sikeresnek, mert 1770 körül már nem éltek szerbek a faluban. Közben Likából, Modrus és Brinje környékéről érkezett katolikus horvátokkal telepítették be, akik mintegy 30 házban laktak. Később a horvátok mellé csehek és szlovákok érkeztek. Akkoriban Jarmina már a nagyobb falvak közé számított, egyházilag pedig Ivánkaszentgyörgy filiája volt. 1770 körül a falu új birtokosai a horvát, cseh és szlovák népesség helyére németeket hívtak ide. A maradék nem német lakosság is fokozatosan elnémetesedett. Amikor 1805-ben megalapították a helyi katolikus plébániát, a falu már tiszta német lakosságú volt. Első plébánosa egy svájci szalézi szerzetes Sebastijan Rueschegg lett. 1847-ben felépítették a Szent Vendel plébániatemplomot, melyet Ivan Lauš vinkovcei plébános szentelt fel 1847. október 20-án.
Az első katonai felmérés térképén „Jarmina” néven található. Lipszky János 1808-ban Budán kiadott repertóriumában „Jarmina” néven szerepel. Nagy Lajos 1829-ben kiadott művében „Jarmina” néven 127 házzal, 724 katolikus vallású lakossal találjuk.
1878-ban megépült a Bród–Vinkovce–Dálya vasútvonal, mely a postai szolgáltatáshoz hasonlóan az első világháború végéig magyar állami tulajdonban volt. A településnek 1857-ben 783, 1910-ben 1192 lakosa volt. Szerém vármegye Vukovári járásához tartozott. Az 1910-es népszámlálás adatai szerint lakosságának 98%-a német anyanyelvű volt. A település az első világháború után az új szerb-horvát-szlovén állam, majd később (1929-ben) Jugoszlávia része lett. A második világháború végén a német lakosság nagy része elmenekült a partizánok elől. Az itt maradtakat a kommunista hatóságok kollektív háborús bűnösökké nyilvánították, minden vagyonuktól megfosztották és munkatáborba zárták. Az életben maradtakat később Németországba és Ausztriába telepítették ki. 1946-ban az ország más részeiről, főként a horvát Zagorjéből szállítottak ide elszegényedett horvát családokat, akik megkapták az elűzött németek házait. 1991-ben lakosságának 94%-a horvát nemzetiségű volt. 1991-től a független Horvátország része.
A horvátországi háború során az első szerb gránátok 1991. augusztus 17-én Gaboš irányából csapódtak be a településen. Attól fogva a környező szerb falvakból számtalanszor támadták a falut ágyúból, tankokból, aknavetőkből kilőtt gránátokkal. A legvonzóbb cél a templom volt, melyet október 3-án ért az első találat, amikor a torony és a tetőzet is súlyosan megsérült. A következő napon egy kazettás bomba három személyt ölt meg, míg 12-en megsebesültek. Novemberben 21-szer, decemberben 17-szer támadták a szerbek a települést. 1992. május 2-án egy tankból kilőtt gránát lerombolta a templomtornyot, majd a további támadások során beomlott a tetőzet is megsemmisítve a teljes berendezést. Az olasz Caritas adományai révén a háború után a sérült házakat felújították, vízművet és víztornyot építettek. Aztán közösségi házat építettek a helyi tűzoltók, önkormányzati hivatalok és egyéb intézmények elhelyezésére. Felépült az orvosi rendelő, a gyógyszertár, az iskolát pedig új bútorokkal látták el. Utoljára a lerombolt templom újjáépítése maradt, melynek 1994 szeptemberében fejeződött be az újjáépítése. Az olasz Caritas nagylelkű adományaival Jarmina volt az első hely Horvátországban, amelyet a háború után teljesen újjáépítettek. A településnek 2011-ben 2458 lakosa volt.

## Népessége
| Lakosság változása | Lakosság változása | Lakosság változása | Lakosság változása | Lakosság változása | Lakosság változása | Lakosság változása | Lakosság változása | Lakosság változása | Lakosság változása | Lakosság változása | Lakosság változása | Lakosság változása | Lakosság változása | Lakosság változása | Lakosság változása |
| ------------------ | ------------------ | ------------------ | ------------------ | ------------------ | ------------------ | ------------------ | ------------------ | ------------------ | ------------------ | ------------------ | ------------------ | ------------------ | ------------------ | ------------------ | ------------------ |
| 1857               | 1869               | 1880               | 1890               | 1900               | 1910               | 1921               | 1931               | 1948               | 1953               | 1961               | 1971               | 1981               | 1991               | 2001               | 2011               |
| 783                | 829                | 882                | 1.050              | 1.163              | 1.192              | 1.236              | 1.341              | 1.917              | 1.918              | 1.987              | 2.224              | 2.509              | 2.629              | 2.627              | 2.458              |

## Gazdaság
A településen hagyományosan a mezőgazdaság és az állattartás képezi a megélhetés alapját.

## Nevezetességei
Szent Vendel tiszteletére szentelt római katolikus plébániatemplomát 1847-ben építették a korábbi, kisebb templom helyén, melyet az új templom építése előtt lebontottak. Az új templomot Ivan Lauš vinkovcei plébános szentelte fel 1847. október 20-án. 1992 májusában a szerbek lerombolták. Újjáépítése 1994 szeptemberében fejeződött be. Az újjáépített templomot 1994. október 20-án Szent Vendel ünnepén szentelte fel Franjo Kuharić bíboros, zágrábi érsek.
A falu lakói a templom udvarán emlékművet állítottak az első világháborúban a csatatéren elesett helyiek számára. Az emlékmű körülbelül 510 cm magas, három részből álló síremlékre emlékeztet. Olyan betontömbökből készült, amelyekre gránitlapokat erősítettek, német nyelvű feliratokkal, hiszen a falu német többségű volt. A legnagyobb emléktábla a középső tömbön található a 23 áldozat bevésett nevével és fényképével, melyek ovális mezőkben vannak elhelyezve.

## Kultúra
KUD „Zvonko Ban” kulturális és művészeti egyesület. Az egyesületet 1976-ban alapították „Franjo Ksaver Kuhač” néven. 1998 óta viseli mai nevét, melyet az egyesület egykori tagja, a honvédő háborúban elesett Zvonko Ban tiszteletére kapott. Az egyesület folklórcsoportja a Horvát Zagorja dalait és táncait őrzi, de repertoárjukban szerepelnek szlavóniai, spliti, baranyai és bunyevác táncok is. Az egyesület rendszeres résztvevője a „Vinkovačkih jeseni” őszi fesztiválnak, de az ország számos részén vendégszerepelt már. Szervezésében két helyi fesztivált is rendeznek „Martinje” és „Zagorje v srcu” címmel.

## Oktatás
A település első iskolája 1790-ben nyílt meg. A templom melletti első iskolaépületet 1962-ben bontották le rossz állapota miatt. Ugyanebben az évben előregyártott elemekből új iskolaépületet építettek, amelyet súlyosan megrongáltak az 1991–1992-es háború alatt. Az ellenség Karadžićevo, Gaboš és Ostrov irányából kilőtt gránátokkal elpusztította az iskolát, a templomot és az egész falut. 1993-ban felépült az új iskola, melyet 1993. szeptember 20-án nyitottak meg. Az olasz Caritas új bútorokkal rendezte be az iskolát. Abban az 1993/1994-es tanévben az iskolába 330 tanuló járt. Ma a településen a „Matija Gubec” általános iskola működik. A középiskolások Vinkovcéra, Vukovárra, Eszékre és Diakovárra járnak iskolába.

## Sport
Az NK Borinci Jarmina labdarúgóklubot 1949-ben alapították NK Ivančica néven. 1955-ben nevét Partizanra változtatták. A mai nevét 1960 óta viseli.

## Egyesületek
A település önkéntes tűzoltó egyesületét 1909-ben alapították.